# Derbyia
Derbyia is een geslacht van uitgestorven brachiopoden, dat leefde van het Vroeg-Carboon tot het Laat-Perm.

## Beschrijving
Deze 3,5 centimeter lange, vrijlevende brachiopode kenmerkt zich door de halfcirkelvormige schelp met bolle kleppen, waarvan de sculptuur is samengesteld uit vele smalle, uitwaaierende costae en in het oog springende groeistrepen. De mogelijkheid bestond, dat op de steelklep een onopvallende verlaging kon voorkomen, die in het verloop van wervel naar buitenrand in diepte kon verschillen. De meestal korte, propperige interarea (het klepdeel tussen wervel en slot) was soms overgroeid.